# Parque Papa Francisco
O Parque Papa Francisco, antes vulgarmente denominado Parque Tejo e localizado no espaço do antigo Parque Urbano do Tejo e do Trancão, é um complexo de campos situado na freguesia do Parque das Nações, em Lisboa.

## História
Foi criado na sequência da Exposição Internacional de 1998, partindo da ideia de reestabelecimento da qualidade ambiental na frente do rio Tejo.
Em 2023, foi requalificado sob a supervisão do arquiteto António Maria Braga, a propósito da Jornada Mundial da Juventude de 2023, e está destinado a eventos e festivais de grandes dimensões. Foi chamado "Campo da Graça" durante a Jornada Mundial da Juventude de 2023, presidida pelo Papa Francisco.
A 25 de julho de 2025, foi oficialmente inaugurada a designação Parque Papa Francisco, atribuída pela Câmara Municipal de Lisboa.

## Birdwatching
A zona do Parque Papa Francisco é um local de excelência para a observação de aves aquáticas na cidade de Lisboa.
É possível observar:
- guinchos, gaivotas-d'asa-escura e de patas amarelas, casais de patos reais e de marrequinhas, milherangos e alfaiates;
- nos pilares da ponte, é comum estarem dezenas de corvos-marinhos, garças-reais, colhereiros, garças-brancas, fuselos, maçaricos-reais e tarambolas-cinzentas.